# 歐特維爾家族
歐特維爾家族（法語：Maison de Hauteville）是一個來自法國科唐坦半島的諾曼人家族，以積極征伐地中海沿岸與參加十字軍東征而聞名，極盛時期控制範圍橫跨歐洲、亞洲和非洲，控制了西西里王國和北非、近東等地。歐特維爾家族亦曾參與對英格蘭的諾曼入侵。

## 起源地
此家族的起源地並不明確，無法認定他們出自法國何處的「歐特維爾」村，現代學者大多認定為歐特維爾拉吉沙爾。
該家族的開創者為一位活躍於920年代的北歐人，他在諾曼第成功建立了根據地，家族名即從他的名子演變而來。家族第一位著名人物為坦克雷德·德·歐特維爾，他是諾曼第的一名男爵，他與他的兩任妻子，妙蕾葉兒（Muriel）和芙麗森達（Fressenda），有12個兒子和至少兩個女兒，他所能留下的財產完全不能足以滿足他兒子們對於土地和榮耀的欲望，12人中的八人前往了南意大利尋求財富和榮耀。

## 南義大利

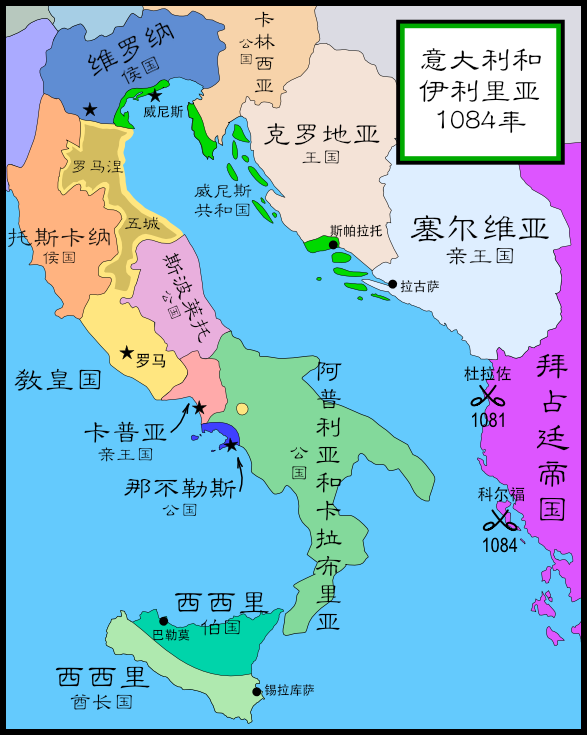
1084年羅伯特·圭斯卡德打造的普利亞和卡拉布里亞公國

12個兒子中最年長的兩位，鐵臂威廉和德羅戈，在約1035年最早到達南方，他們很快的在對抗拜占庭帝國的作戰中脫穎而出，威廉就任為阿普利亞和卡拉布里亞伯爵和阿斯科利領主，德羅戈就任為韋諾薩領主。1047年，皇帝亨利三世確認了德羅戈為威廉的繼承人和直屬皇帝的封臣，他們的三弟亨佛瑞·德·歐特維爾在德羅戈死後繼任，並在奇維塔特戰役擊敗了教宗利奧九世，使歐特維爾成為此地區最強的勢力。在亨佛瑞死後，坦克雷德第二任妻子的長子羅貝爾·吉斯卡爾即位。
對西西里的征伐由羅貝爾開啟，並在70年代後成功建立了王國，他還果斷的重啟與拜占庭的戰事。在1059年，他被教皇封為公爵並授予了當時還未征服的西西里，1071年，他將伯爵的頭銜送與他最小的弟弟羅傑。羅貝爾的子嗣博希蒙德和羅傑·博薩因繼承權的爭戰不休，使得西西里的羅傑一系開始逐漸超越哥哥的阿普利亞一脈，羅傑統一了希臘、諾曼、倫巴底和薩拉森等西西里各族裔並拒絕讓宗教差異損及他的統治，他留下了一個強大的國家給他年幼的兒子們，西西里的西莫尼和鲁杰罗二世。鲁杰罗二世在1105年繼承西莫尼後，開始了統一所有歐特維爾家族領地的步途，包括阿普利亞和卡拉布里亞。

## 西西里王國
隨著阿普利亞公爵古列尔莫二世在1127年過世，公爵領和伯爵領間的團結受到動搖，鲁杰罗開始了他邁向王位的步途，出於相信古代的巴勒摩是由國王統治，他向教宗安那克勒圖二世提供支持以在1130年聖誕節被正式加冕為「西西里國王」。
從被加冕後，到1140年訂立阿里亞諾法條為止的十年間，鲁杰罗大部分時間花費在擊退一個接一個的入侵者和平定諸侯的叛亂：巴里的格里莫阿爾德、卡普亚的罗贝托二世、阿萊夫的瑞諾夫、拿波里的塞爾吉烏斯七世等等。在1139年，透過米尼亚诺条约，鲁杰罗的王位得到正統教宗的承認，之後透過他的海軍大將安条克的乔治，鲁杰罗攻佔了非洲的馬地亞，取得非正式稱號「非洲之王」。
鲁杰罗的兒子和繼承者是恶王古列尔莫，他在位時間主要處理手下貴族的叛亂。雖然他留下一個平和的王國，但他的兒子善王古列尔莫當時還是小孩，在攝政期結束前王國經歷了幾乎推翻統治家族的動蕩。不過在他開啟統治後王國開始穩定，他的統治也被記憶為長達20年幾乎持續的穩定與繁榮。但他在1189年未留下後嗣的死亡將王國投入了混亂。他生前确立的也是唯一合法的继承人是他的姑姑、鲁杰罗二世的女儿科斯坦察，但科斯坦察嫁给了神圣罗马帝国皇帝腓特烈一世的儿子亨利，而西西里的官员们不愿意被德意志人所統治。
古列尔莫二世的私生堂兄萊切的坦克雷迪將王位據為己有，但必須面對他的遠房堂弟前王位竞争者安德里亞的鲁杰罗的叛亂，以及亨利继位为德國國王亨利六世后在妻子科斯坦察的名義下的入侵。1190年，坦克雷迪杀死鲁杰罗。1191年，坦克雷迪击退亨利六世的入侵并俘虏科斯坦察，但迫于教宗雷定三世将其释放。1194年坦克雷迪驾崩，科斯坦察和亨利最後取得勝利，王國淪陷於霍亨斯陶芬王朝手中，不過透過科斯坦察，歐特維爾家族的血緣傳給了神聖羅馬皇帝腓特烈二世。

## 世系
坦克雷德和他的第一任妻子妙麗葉兒有以下後裔:
- 铁臂威廉，阿普利亚伯爵 (1042-1046)
- 德罗戈，阿普利亚伯爵 (1046-1051)
  - 萨莱诺的理查，埃德萨伯国摄政 (1104-1108, d.1114)
    - 萨莱诺的罗杰，安条克公国摄政 (1112-1119)
- Humphrey，阿普利亚伯爵 (1051-1057)
  - Abelard (d.1081)
  - Herman, count of Cannae (1081-1097)
- Geoffrey, count of the Capitanate (d.1071)
  - Robert I, count of Loritello (1061-1107)
    - Robert II, count of Loritello (1107-1137)
      - William, count of Loritello (1137, d.?)
- 塞尔隆一世，诺曼底地产的继承人
  - 塞尔隆二世 (d.1072)

坦克雷德和他的第二任妻子芙蕾森達有以下後裔:
- 罗贝尔·吉斯卡尔，阿普利亚伯爵(1057-1059)和公爵(1059-1085)
  - 博希蒙德一世，塔兰托亲王 (1088-1111)和安条克亲王 (1098-1111)
    - 博希蒙德二世，塔兰托亲王 (1111-1128)和安条克亲王 (1111-1131)
      - 康斯坦丝，安条克亲王妃 (1131-1163)

  - 羅傑·博爾薩，阿普利亚公爵 (1085-1111)
    - 古列尔莫二世，阿普利亚公爵 (1111-1127)

  - Guy, duke of Amalfi and Sorrento (d.1107)
  - 罗贝托·斯卡利奥 (d.1110)
  - 阿普利亚的恩玛
    - 加利利親王坦克雷德 (1072-1112)
- Mauger, count of the Capitanate (1056-1059)
- William, count of the Principate (1056-1080)
- Aubrey (also Alberic, Alberad, Alvered, Alvred, or Alfred)，留在诺曼底
- Hubert (also Humbert)，留在诺曼底
- 坦克雷德，留在诺曼底
- 鲁杰罗·博索，西西里伯爵(1071-1101)
  - 乔尔达诺，锡拉库萨伯爵 (1091-1092)
  - Geoffrey, count of Ragusa
  - Mauger, count of Troina
  - 西蒙, 西西里伯爵 (1101-1105)
  - 鲁杰罗二世，西西里伯爵(1105-1130)和国王(1130-1154)
    - 鲁杰罗，阿普利亚公爵 (1134-1148)
      - 坦克雷迪，莱切伯爵和西西里国王 (1189-1194)
        - 鲁杰罗三世，西西里国王 (1193-1194)
        - 古列尔莫三世，西西里国王 (1194)

    - 坦克雷迪，巴里亲王(1132-1138)
    - 阿尔方索，卡普亚亲王 (1135-1144)
    - 恶人古列尔莫一世，西西里国王 (1154-1166)
      - 鲁杰罗，阿普利亚公爵 (1154-1161)
      - 罗贝托
      - 好人古列尔莫二世，西西里国王 (1166-1189)
        - 博希蒙德, 阿普利亚公爵 (1181)

      - 恩里科，卡普亚亲王 (1166-1172)

    - 恩里科
    - 西莫尼，塔兰托亲王 (1128-1154)
    - 科斯坦察，西西里女王 (1194-1198)

## 持有頭銜
- 普利亞和卡拉布里亞伯爵(1043-1059)
- 普利亞和卡拉布里亞公爵(1059-1130)
- 西西里伯爵 (1061-1130)
- 西西里國王 (1130-1194)
- 安條克親王 (1098-1163)